# Calotes nigriplicatus
Calotes nigriplicatus är en ödleart som beskrevs av  Jakob Hallermann 2000. Calotes nigriplicatus ingår i släktet Calotes och familjen agamer. Inga underarter finns listade.